# Пореска управа Републике Српске
Пореска управа Републике Српске је републичка управа у саставу Министарства финансија Републике Српске.
Сједиште Пореске управе је у Бањој Луци.

## Организација
Пореска управа Републике Српске је основана крајем 2001. доношењем Закона о Пореској управи са основним задатаком да досљедно, непристрасно и ефикасно прикупља јавне приходе и тако служи Републици Српској и њеним грађанима. Налази се у саставу Министарства финансија Републике Српске. Настала је спајањем Финансијске полиције Републике Српске и Републичке управе јавних прихода.
Пореском управом руководи директор којег поставља и разрјешава Влада Републике Српске на предлог министра финансија. На исти начин се поставља и замјеник директора.
Пореска управа се организује у сједиште, подручне центре, подручне јединице и привремене канцеларије. Руководиоце ових организационих јединица поставља директор Пореске управе, уз сагласност министра финансија.

## Дјелокруг
Пореска управа Републике Српске обавља управне и друге стручне послове који се односе на:
- утврђивање обавеза обвезника на основу њихових књига и евиденција као и других доказа, укључујући све чињенице на основу индиција,
- захтијевање од обвезника и других лица да предоче документе и друге информације неопходне за спровођење и извршавање пореских закона,
- истраживање чињеница и прикупљање доказа о могућим прекршајима и кривичним дјелима из области пореза,
- издавање прекршајног налога, подношење захтјева за вођење прекршајног поступка, подношење извјештаја надлежном тужилаштву,
- објављивање података о утврђеном а ненаплаћеном порезу и имена обвезника путем медија,
- предлагање судовима предузимање радњи за спровођење и извршење пореских закона,
- вођење евиденције о обвезницима,
- обавјештавање обвезника на њихов захтјев о постојећим порезима, поступцима и условима плаћања пореза,
- обавјештавање обвезника о њиховим правима и обавезама поводом инспекцијског надзора, едуковања у вези са пореским законима,
- просљеђивање информација, укључујући пореске тајне које су откривене током прикупљања података или се за њих сазнало током прикупљања других информација органима надлежним за спровођење закона када постоји сумња да је почињен прекршај или кривично дјело,
- инспекцијски надзор, принудну наплату,
- вођење јединственог система регистрације, контроле и наплате доприноса и омогућавање коришћења података из јединственог система у складу са законом,
- утврђивање основице опорезивања, висине пореза на непокретности и вођење фискалног регистра непокретности на начин прописан законом,
- вођење послова успостављања и надзора над радом фискалних система и друге послове у складу са законом.